# Fases preliminares da Copa Libertadores da América de 2017
As fases preliminares da Copa Libertadores da América de 2017 foram disputadas entre 23 de janeiro e 23 de fevereiro. Consistiu de três fases eliminatórias, onde ao final da terceira os vencedores classificaram-se para a fase de grupos.
As equipes se enfrentaram em jogos eliminatórios de ida e volta, classificando-se a que somasse o maior número de pontos. Em caso de igualdade em pontos, a regra do gol marcado como visitante seria utilizada para o desempate. Persistindo o empate, a vaga seria definida em disputa por pênaltis.

## Primeira fase
A primeira fase foi disputada nos dias 23 de janeiro e 27 de janeiro por seis equipes provenientes de Bolívia, Equador, Paraguai, Peru, Uruguai e Venezuela. Os confrontos desta fase foram definidos através de sorteio.
| Chave | Equipe 1               | Total | Equipe 2                | Ida | Volta |
| ----- | ---------------------- | ----- | ----------------------- | --- | ----- |
| E1    | Universitario de Sucre | 5–7   | Montevideo Wanderers    | 3–2 | 2–5   |
| E2    | Deportivo Municipal    | 2–3   | Independiente del Valle | 0–1 | 2–2   |
| E3    | Deportivo Capiatá      | 1–0   | Deportivo Táchira       | 1–0 | 0–0   |

Todas as partidas estão no horário local.

### Chave E1
| 23 de janeiro | Universitario de Sucre                     | 3 – 2     | Montevideo Wanderers     | Estádio Olímpico Patria, Sucre              |
| 18:00 (UTC−4) | Melgar 18' · Bravo 28' (pen) · Velasco 65' | Relatório | Blanco 5' · Palacios 77' | Público: 20 000 Árbitro: PAR Ulises Mereles |

| 27 de janeiro | Montevideo Wanderers                                           | 5 – 2     | Universitario de Sucre         | Estádio Centenario, Montevidéu          |
| 19:15 (UTC−3) | Blanco 7', 53' (pen) · Santos 20' · Barboza 74' · Palacios 88' | Relatório | Quintana 43' · Domeneghini 59' | Público: 2 000 Árbitro: VEN José Argote |

### Chave E2
| 23 de janeiro | Deportivo Municipal | 0 – 1     | Independiente del Valle | Estádio Nacional, Lima                      |
| 19:15 (UTC−5) |                     | Relatório | Estrada 9'              | Público: 15 000 Árbitro: CHI Patricio Polic |

| 27 de janeiro | Independiente del Valle    | 2 – 2     | Deportivo Municipal       | Estádio Rumiñahui, Sangolquí                 |
| 19:15 (UTC−5) | Estrada 62' · Cortez 90+3' | Relatório | Moreno 19' · Larrauri 75' | Público: 5 000 Árbitro: COL Wilson Lamouroux |

### Chave E3
| 23 de janeiro | Deportivo Capiatá | 1 – 0     | Deportivo Táchira | Estádio Erico Galeano Segovia, Capiatá          |
| 19:15 (UTC−3) | Lusardi 45+1'     | Relatório |                   | Público: 12 000 Árbitro: ARG Fernando Rapallini |

| 27 de janeiro | Deportivo Táchira | 0 – 0     | Deportivo Capiatá | Estádio Polideportivo de Pueblo Nuevo, San Cristobál |
| 20:45 (UTC−4) |                   | Relatório |                   | Público: 25 000 Árbitro: BRA Wilton Sampaio          |

## Segunda fase
A segunda fase foi disputada entre os dias 31 de janeiro e 9 de fevereiro por 16 equipes, sendo 13 delas provenientes de todas as dez associações sul-americanas, mais os três vencedores da fase anterior. Os confrontos desta fase foram definidos através de sorteio.
| Chave | Equipe 1                | Total       | Equipe 2               | Ida | Volta |
| ----- | ----------------------- | ----------- | ---------------------- | --- | ----- |
| C1    | Atlético Paranaense     | 1–1 (4–2 p) | Millonarios            | 1–0 | 0–1   |
| C2    | Botafogo                | 3–2         | Colo-Colo              | 2–1 | 1–1   |
| C3    | Cerro                   | 2–5         | Unión Española         | 2–3 | 0–2   |
| C4    | Carabobo                | 0–4         | Junior de Barranquilla | 0–1 | 0–3   |
| C5    | Atlético Tucumán        | 3–2         | El Nacional            | 2–2 | 1–0   |
| C6    | Montevideo Wanderers    | 0–6         | The Strongest          | 0–2 | 0–4   |
| C7    | Independiente del Valle | 2–3         | Olimpia                | 1–0 | 1–3   |
| C8    | Deportivo Capiatá       | 4–3         | Universitario          | 1–3 | 3–0   |

Todas as partidas estão no horário local.

### Chave C1
| 1 de fevereiro | Atlético Paranaense | 1 – 0     | Millonarios | Arena da Baixada, Curitiba                  |
| 21:45 (UTC−2)  | Grafite 53' (pen)   | Relatório |             | Público: 23 610 Árbitro: ARG Germán Delfino |

| 8 de fevereiro | Millonarios | 1 – 0     | Atlético Paranaense | Estádio El Campín, Bogotá                                      |
| 18:45 (UTC−5)  | Duque 58'   | Relatório |                     | Público: 24 210[carece de fontes?] Árbitro: CHI Julio Bascuñán |

|                                |       | Penalidades                                  |  |
| del Valle Franco Cadavid Núñez | 2 – 4 | Jonathan Grafite Carlos Alberto Felipe Gedoz |  |

### Chave C2
| 1 de fevereiro | Botafogo                      | 2 – 1     | Colo-Colo   | Estádio Nilton Santos, Rio de Janeiro  |
| 21:45 (UTC−2)  | Airton 29' · Pavez 40' (g.c.) | Relatório | Paredes 50' | Público: 38 357 Árbitro: VEN Juan Soto |

| 8 de fevereiro | Colo-Colo         | 1 – 1     | Botafogo           | Estádio Monumental, Santiago                  |
| 20:45 (UTC−3)  | Emerson 2' (g.c.) | Relatório | Rodrigo Pimpão 80' | Público: 42 000 Árbitro: ARG Patricio Loustau |

### Chave C3
| 31 de janeiro | Cerro                        | 2 – 3     | Unión Española                       | Estádio Luis Trócolli, Montevidéu          |
| 20:00 (UTC−3) | Pellejero 41' · Pizzorno 76' | Relatório | Churín 35' · Salom 45+1' · Jaime 88' | Público: 12 000 Árbitro: BRA Luiz Oliveira |

| 7 de fevereiro | Unión Española          | 2 – 0     | Cerro | Estádio Santa Laura, Santiago             |
| 21:15 (UTC−3)  | Ampuero 34' · Jaime 72' | Relatório |       | Público: 15 000 Árbitro: BRA Sandro Ricci |

### Chave C4
| 31 de janeiro | Carabobo | 0 – 1     | Junior de Barranquilla | Estádio Misael Delgado, Valencia         |
| 20:15 (UTC−4) |          | Relatório | Aponzá 31'             | Público: 10 000 Árbitro: BOL Raúl Orosco |

| 7 de fevereiro | Junior de Barranquilla                | 3 – 0     | Carabobo | Estádio Jaime Morón León, Cartagena                            |
| 19:00 (UTC−5)  | Ovelar 16' · Estrada 40' · Rangel 79' | Relatório |          | Público: 5 000[carece de fontes?] Árbitro: PAR Enrique Cáceres |

### Chave C5
| 31 de janeiro | Atlético Tucumán          | 2 – 2     | El Nacional              | Estádio José Fierro, San Miguel de Tucumán   |
| 22:00 (UTC−3) | Zampedri 2' · Barbona 77' | Relatório | Borja 39' · de Jesús 83' | Público: 30 000 Árbitro: BRA Ricardo Marques |

| 7 de fevereiro   | El Nacional | 0 – 1     | Atlético Tucumán | Estádio Olímpico Atahualpa, Quito         |
| 20:40 (UTC−5)[a] |             | Relatório | Zampedri 63'     | Público: 24 000 Árbitro: URU Andrés Cunha |

### Chave C6
| 2 de fevereiro | Montevideo Wanderers | 0 – 2     | The Strongest             | Estádio Centenario, Montevidéu           |
| 19:15 (UTC−3)  |                      | Relatório | Chumacero 9' · Alonso 61' | Público: 2 000 Árbitro: CHI Jorge Osorio |

| 9 de fevereiro | The Strongest                                  | 4 – 0     | Montevideo Wanderers | Estádio Hernando Siles, La Paz              |
| 18:15 (UTC−4)  | Alonso 38', 59' · Chumacero 41' · Bejarano 80' | Relatório |                      | Público: 16 000 Árbitro: ECU Roddy Zambrano |

### Chave C7
| 2 de fevereiro | Independiente del Valle | 1 – 0     | Olimpia | Estádio Rumiñahui, Sangolquí              |
| 19:00 (UTC−5)  | Segovia 36'             | Relatório |         | Público: 5 000 Árbitro: ARG Néstor Pitana |

| 9 de fevereiro | Olimpia                                      | 3 – 1     | Independiente del Valle | Estádio Defensores del Chaco, Assunção     |
| 20:45 (UTC−3)  | Benítez 8' · Montenegro 26' · Santa Cruz 81' | Relatório | Cortez 44'              | Público: 15 000 Árbitro: COL Wilmar Roldán |

### Chave C8
| 2 de fevereiro | Deportivo Capiatá | 1 – 3     | Universitario                          | Estádio Erico Galeano Segovia, Capiatá  |
| 21:15 (UTC−3)  | Gamarra 69'       | Relatório | Gómez 14' · Rengifo 29' · Manicero 82' | Público: 12 000 Árbitro: ECU Omar Ponce |

| 9 de fevereiro | Universitario | 0 – 3     | Deportivo Capiatá            | Estádio Monumental, Lima                    |
| 19:15 (UTC−5)  |               | Relatório | Gamarra 13', 34' · Pérez 66' | Público: 25 000 Árbitro: ARG Mauro Vigliano |

## Terceira fase
A terceira fase foi disputada entre 15 a 23 de fevereiro pelas oito equipes vencedoras da fase anterior. Os cruzamentos foram predeterminados, sendo que a equipe de melhor ranking realizaria o jogo de volta em casa. No entanto a CONMEBOL optou por manter a ordem do calendário divulgado previamente. Os vencedores da cada confronto classificaram-se à fase de grupos.
| Chave | Equipe 1               | Total       | Equipe 2          | Ida | Volta |
| ----- | ---------------------- | ----------- | ----------------- | --- | ----- |
| G1    | Atlético Paranaense    | 4–3         | Deportivo Capiatá | 3–3 | 1–0   |
| G2    | Botafogo               | 1–1 (3–1 p) | Olimpia           | 1–0 | 0–1   |
| G3    | Unión Española         | 1–6         | The Strongest     | 1–1 | 0–5   |
| G4    | Junior de Barranquilla | 2–3         | Atlético Tucumán  | 1–0 | 1–3   |

Todas as partidas estão no horário local.

### Chave G1
| 15 de fevereiro | Atlético Paranaense                     | 3 – 3     | Deportivo Capiatá                  | Arena da Baixada, Curitiba                    |
| 21:45 (UTC−2)   | Felipe Gedoz 19', 58' (pen) · Pablo 84' | Relatório | Noguera 43' · N. González 52', 88' | Público: 22 721 Árbitro: URU Daniel Fedorczuk |

| 22 de fevereiro | Deportivo Capiatá | 0 – 1     | Atlético Paranaense | Estádio Erico Galeano Segovia, Capiatá     |
| 21:45 (UTC−3)   |                   | Relatório | González 11'        | Público: 10 000 Árbitro: ARG Néstor Pitana |

### Chave G2
| 15 de fevereiro | Botafogo           | 1 – 0     | Olimpia | Estádio Nilton Santos, Rio de Janeiro       |
| 21:45 (UTC−2)   | Rodrigo Pimpão 36' | Relatório |         | Público: 29 514 Árbitro: ECU Roddy Zambrano |

| 22 de fevereiro | Olimpia        | 1 – 0     | Botafogo | Estádio Defensores del Chaco, Assunção      |
| 21:45 (UTC−3)   | Montenegro 79' | Relatório |          | Público: 30 000 Árbitro: CHI Julio Bascuñán |

|                                 |       | Penalidades                       |  |
| Ortiz Mendonza Ferreira Benítez | 1 – 3 | Camilo Rodrigo Pimpão Victor Luis |  |

### Chave G3
| 16 de fevereiro | Unión Española | 1 – 1     | The Strongest | Estádio Santa Laura, Santiago             |
| 21:00 (UTC−3)   | Churín 90+2'   | Relatório | Chumacero 27' | Público: 9 000 Árbitro: COL Wilmar Roldán |

| 23 de fevereiro | The Strongest                                       | 5 – 0     | Unión Española | Estádio Hernando Siles, La Paz               |
| 20:00 (UTC−4)   | Veizaga 11' · Chumacero 23' · Escobar 50', 72', 77' | Relatório |                | Público: 23 000 Árbitro: PAR Enrique Cáceres |

### Chave G4
| 16 de fevereiro | Junior de Barranquilla | 1 – 0     | Atlético Tucumán | Estádio Jaime Morón León, Cartagena                         |
| 17:15 (UTC−5)   | Aponzá 71'             | Relatório |                  | Público: 2 000[carece de fontes?] Árbitro: BRA Sandro Ricci |

| 23 de fevereiro | Atlético Tucumán                           | 3 – 1     | Junior de Barranquilla | Estádio José Fierro, San Miguel de Tucumán   |
| 19:15 (UTC−3)   | Aliendro 19' · Menéndez 23' · Zampedri 28' | Relatório | Hernández 83'          | Público: 35 000 Árbitro: PER Víctor Carrillo |

### Classificação para a Copa Sul-Americana
As duas melhores equipes eliminadas na terceira fase preliminar foram transferidas para a segunda fase da Copa Sul-Americana de 2017. Apenas os jogos da terceira fase foram considerados para efeito de classificação.
| Legenda | Legenda                                                   |
| ------- | --------------------------------------------------------- |
|         | Transferidos à segunda fase da Copa Sul-Americana de 2017 |

| Equipe                 | Pts | J | V | E | D | GP | GC | SG |
| ---------------------- | --- | - | - | - | - | -- | -- | -- |
| Olimpia                | 3   | 2 | 1 | 0 | 1 | 1  | 1  | 0  |
| Junior de Barranquilla | 3   | 2 | 1 | 0 | 1 | 2  | 3  | –1 |
| Deportivo Capiatá      | 1   | 2 | 0 | 1 | 1 | 3  | 4  | –1 |
| Unión Española         | 1   | 2 | 0 | 1 | 1 | 1  | 6  | –5 |